# Alexandre Maria Pinheiro Torres
Alexandre Maria Pinheiro Torres (Amarante, 27 de octubre de 1923 - 3 de agosto de 1999) fue un escritor, filólogo, crítico literario portugués del movimiento neorrealista.

## Biografía
Hijo de João Maria Pinheiro Torres y de Margarida Francisco da Silva Pinheiro Torres, estudió en la Universidad de Porto, donde obtuvo su Bachillerato en Ciencias Físico-Químicas. Más tarde, en la Universidad de Coímbra se licenció en Letras.
Fue uno de los fundadores de la revista A Serpente. Mientras residía en Coímbra, convivió con diversos poetas de su época. Ese grupo de poetas recopilaron parte de sus obras poéticas en el Novo Cancioneiro. 
Fue profesor secundario hasta el momento en que fue obligado a exiliarse en Brasil. A partir de 1965, ese exilio fue continuado en Cardiff (País de Gales), donde fue profesor en la Universidad de Cardiff. El exilio de Pinheiro Torres fue consecuencia de la prohibición de enseñanza en Portugal, dictada por el régimen salazarista. En la Universidad de Cardiff, en 1970, dictó la cátedra de “Literatura Africana de Expresión Portuguesa”, siendo la primera universidad inglesa en tener esa disciplina. En 1976 fundó un departamento llamado “Departamento de Estudos Portugueses y Brasileiros”.
A lo largo de su vida hizo diversas traducciones de Hemingway y de D.H. Lawrence.

## Premios y condecoraciones
- 1979 - Prémio de Ensaio Jorge de Sena de la Associação Portuguesa de Escritores. (Portugal)
- 1983 - Prémio de Ensaio Ruy Belo. (Portugal)
- 1983 - Prémio de Poesia (1983) de la Associação Portuguesa de Escritores.
- Ciudadano Honorario de São Tomé e Príncipe.
- Miembro de la Academia Maranhense de Letras de São Luís do Maranhão (Brasil).

## Obras
- Científico-Cosmogónico-metafísico de Perseguição (1942) (ensayo)
- Novo Génesis (1950) (poesía)
- Quarteto para Instrumentos de Dor (1950) (poesía)
- A Voz Recuperada (1953) (poesía)
- O Mundo em Equação (1967) (ficción)
- A Ilha do Desterro (1968) (poesía)
- A Terra de Meu Pai (1972) (poesía)
- Vida e Obra de José Gomes Ferreira (1975) (ensayo)
- O Neo-realismo Literário Português (1977) (ensayo)
- A Nau de Quixibá (1977) (romance)
- Os Romances de Alves Redol (1979) (ensayo)
- O Ressentimento de um Ocidental (1981) (poesía)
- A Flor Evaporada (1984) (poesía)
- A Flor Evaporada (1984) (poesía)
- Antologia da poesia brasileira do Padre Anchieta a João Cabral de Melo Neto (1984) (antología)
- Contos (1985) (romance)
- Tubarões e Peixe Miúdo (1986) (ficción) (ISBN 972-21-0234-6)
- Espingardas e Música Clássica (1987) (ficción) (ISBN 972-21-0235-4)
- Antologia da Poesia Trovadoresca Galego-Portuguesa (1987) (antología)
- Ensaios Escolhidos I (1989) (ensayo)
- Ensaios Escolhidos II (1990) (ensayo)
- O Adeus às Virgens (1992) (romance)
- Sou Toda Sua, Meu Guapo Cavaleiro (1994) (ficción) (ISBN 972-21-0955-3)
- A Quarta Invasão Francesa (1995) (romance)
- Trocar de Século (1995) (poesía)
- A Ilha do Desterro (1996) (poesía)
- Vai Alta a Noite (1997) (romance)
- O Meu Anjo Catarina (1998) (romance)
- Amor, Só Amor, Tudo Amor (1999) (romance)
- A Paleta de Cesário Verde (2003) (ensayo)

## Traducciones al portugués
- A Conquista do Everest, de Eric Shipton (1959)
- A Capital do Mundo e Outras Histórias, de Ernest Hemingway (en conjunto con Virgínia Motta, 1959)
- Um Gato à Chuva, de Ernest Hemingway (1960)
- Viajando na Noruega, de Beth Hogg y Garry Hogg (1960)
- Lendas do Mundo Antigo, de Nathaniel Hawthorne (1961)
- A Ilha do Tesouro, de Robert Louis Stevenson (1961)
- A Vida Quotidiana na Babilónia e na Assíria, de Georges Coutenau (en conjunto con Leonor de Almeida, 1961)
- O Índio do Packard, de William Saroyan (1961)
- O Raposo, de D. H. Lawrence (1962)
- Viajando na Inglaterra, de Geoffrey Trease (1962)
- O Mundo das Formas, de Henri Focillon (en conjunto con Maria José Lagos Trindade, 1962)
- Viajando na Suíça, de Mariann Meier (1963)
- História de Jenni; O Ouvido do Conde Chesterfield, de Voltaire (1964)
- A Casa na Praia, de Daphne du Maurier (1973)
- Contos, de Ernest Hemingway (en conjunto con Fernanda Pinto Rodrigues, 1975)
- As Torrentes da Primavera, de Ernest Hermingway (en conjunto con Maria Luísa Osório, 1975)
- A Virgem e o Cigano, de D. H. Lawrence (1961)
- Os Cavalos Também se Abatem, de Horace McCoy (1973)
- História da Filosofia, de Julián Marías (1985)
- O Mundo que Nós Perdemos, de Peter Laslett (1976)